# El primer arlequín
El primer arlequín es la primera obra escrita por Pere Calders, a los catorce años, como ejercicio escolar. Originalmente en catalán como El primer arlequí, el libro fue publicado en 1936 por Quaderns Literaris y está formado por ocho cuentos: El primer arlequí, El pas del temps en el Museu Sentimental, L'herència dels retrats i de les ànimes, L'imprevist a la casa número 10, La meva estada al centre de la Terra, Pista fantasmal, El barret prodigiós i la barraca de monstres (conte infantil) y Epidèmia de la son a la Toscana.
Fue traducido al castellano y publicado en el año 1988 conjuntamente con los libros Cròniques de la veritat oculta y Gent de l'alta vall, bajo el título El primer arlequín; Crónicas de la verdad oculta; Gente del alto valle.

## Críticas de la época (primera publicación)
A raíz de la publicación de El primer arlequí en 1936, aparecieron varias críticas de la obra en algunas publicaciones periódicas de la época. En una crítica de Albert Junyent publicada en el Mirador, se dice que es una compilación realmente buena, de una calidad bastante por encima de la media literaria catalana del momento, que podría ser traducido a cualquier idioma europeo de gran alcance, y que puede dar la impresión que cualquiera podría escribir unas historias similares, pero que ni mucho menos es cierto. Destaca el sentido de la ironía y la imaginación fantasiosa de Calders. Junyent también encuentra defectos, como por ejemplo, su técnica a la hora de utilizar el lenguaje. Josep Palau i Fabre escribió una crítica en el diario La Publicitat, donde remarca la juventud de Calders en el momento de escribir su obra; dice que a Calders todavía le falta madurez, la narración a menudo es demasiado lenta y extensa y que sorprende la manera súbita de acabar los cuentos, probablemente a causa de su juventud. Pero también destaca positivamente la combinación que hace de elementos trágicos con elementos humorísticos. Domènec Guansé en una crítica publicada en La Rambla comentó que el autor se complace creando ambientes cargados de misterio, inventando teorías extravagantes y absurdas y, a la vez, demostrándolas con una lógica aplastante. También enfacita su juvetud, diciendo que se precipita a la hora de escribir el final de los cuentos y que, en este sentido, resulta decepcionante. En una crítica publicada en La Humanitat, se destaca el humor de Calders, de quien se llega a decir que podría llegar a ser el Alphonse Allais o Mark Twain catalán.

## Análisis crítico de finales delsigloXX, principios delXXI
Por su parte, Agustí Pons en Revista de Cgatalunya comenta que, aun cuando Calders escribió los cuentos tenía solo catorce años, no muestra signos de inocencia; recrea, por ejemplo, la expulsión de Adan y Eva del paraíso y la consecuencia, el nacimiento del primer hombre sobre la Tierra, Caín, con la piel dividida en rombos de diferentes colores. Calders desconstruye o subvierte el relato del Génesis: salir del paraíso no es un castigo sino un premio ya que se ha creado el «primer arlequín», fruto del amor, a modo de mensaje de fraternidad universal más allá de colores y razas.
En la obra colectiva Història de la cultura catalana, se clasifica a El primer arlequí dentro de las series de «novelas humorísticas, sin personajes humorísticos» de la época, y en concreto a la obra, como la creación de un universo personal por parte de Calders, reducido a las líneas más esenciales sobre un único tema: la condición humana.